# Józef Stogowski

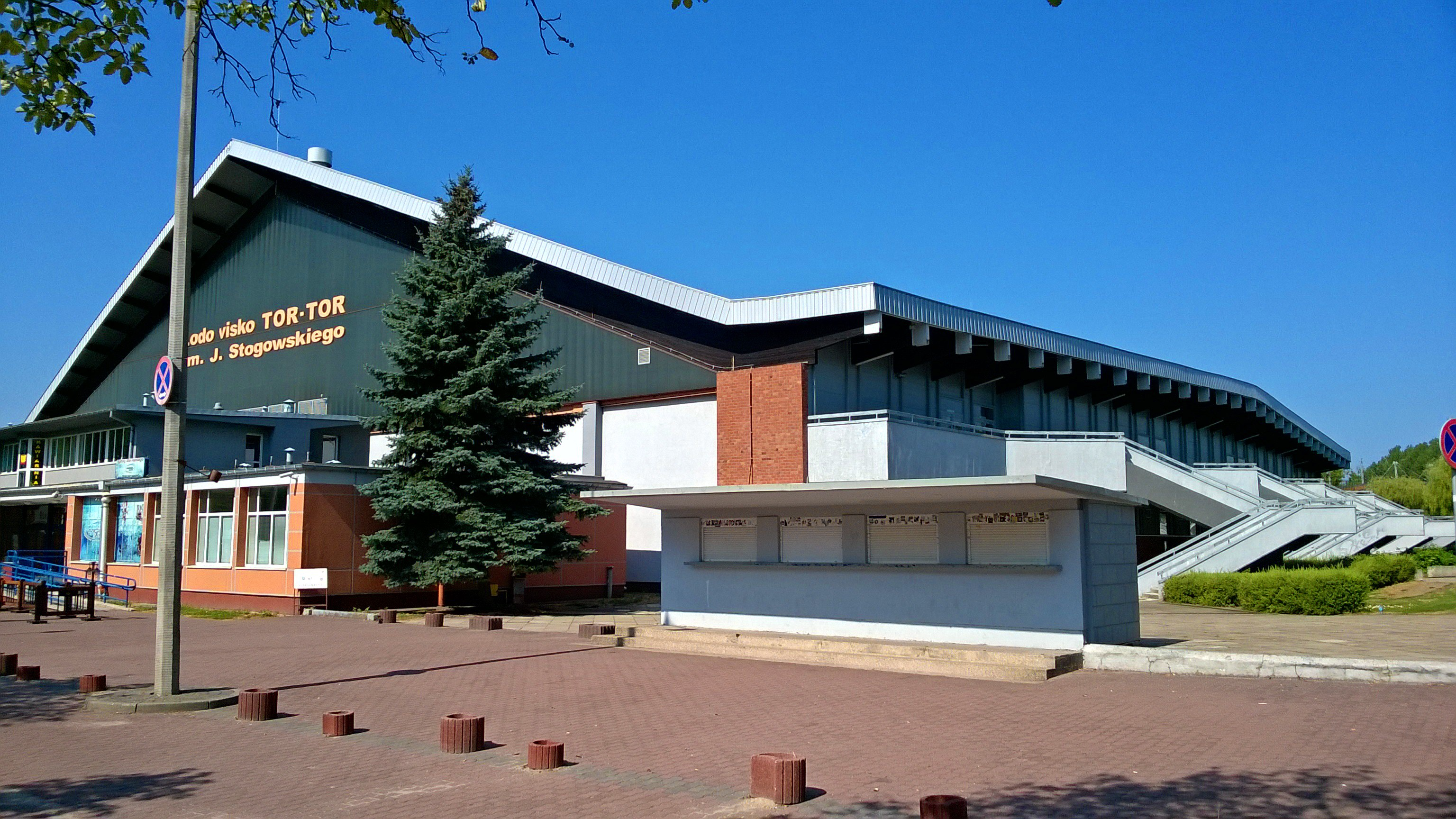
Lodowisko Tor-Tor im. J. Stogowskiego w Toruniu

Józef Bronisław Stogowski (ur. 27 listopada 1899 w Toruniu, zm. 14 maja 1940 tamże) – polski hokeista i piłkarz. W hokeju reprezentant Polski i trzykrotny olimpijczyk, w tym raz jako chorąży ekipy olimpijskiej. Również lekkoatleta (głównie biegi krótki) i tenisista. Ochotnik w wojnie polsko-bolszewickiej.

## Życiorys
W wieku 20 lat, jako ochotnik wstąpił do Wojska Polskiego. Od 25 marca 1920 przeszedł do Ekspozytury II Oddziału Naczelnego Dowództwa w Grudziądzu, gdzie służył do 15 lutego 1921. W trakcie działań wywiadowczych został w grudniu 1920 aresztowany przez Niemców w Piławie (na 4 tygodnie). Po zakończeniu służby wojskowej pracował jako urzędnik w Zakładzie Ubezpieczeń Wzajemnych w Toruniu.

### Piłka nożna
Wychowanek SC Vistula Thorn. W 1922 przeszedł do TKS Toruń, gdzie oprócz piłki nożnej zajął się także hokejem na lodzie. 
W grudniu 1928 przeszedł do Polonii Warszawa, wystąpił jednak tylko w jednym meczu ligowym w 1929, bowiem trwała kontuzja przerwała mu karierę piłkarską.

### Hokej na lodzie
Dużo lepiej potoczyła się jego kariera hokejowa. To w tej dyscyplinie, w barwach TKS, zdobył brązowy medal mistrzostw Polski w 1928. W listopadzie i grudniu 1929 reprezentował barwy Legii Warszawa. Po rozwiązaniu sekcji hokejowej w TKS, w grudniu 1933 został zawodnikiem poznańskiego AZS Poznań (lokalna prasa informowała o tym 20 grudnia i zapowiadała jego udział w meczu 22 grudnia), w którym grał do końca swej kariery sportowej.
Z AZS-em już w pierwszym sezonie (1933/1934) zdobył tytuł mistrza Polski, będąc kluczowym zawodnikiem zarówno ćwierćfinałów, jak i turnieju finałowego).
W kolejnym sezonie (1934/1935) w ćwierćfinałach przyczynił się do zwycięstw nad Legią Warszawa, ale już w pierwszym meczu turnieju finałowego odniósł kontuzję kolana (m.in. przez co AZS zajął dopiero 4. miejsce)..
Będąc reprezentantem AZS Poznań, nadal mieszkał w Toruniu, gdzie pracował zawodowo i trenował indywidualnie.
W lutym 1935 wystąpił w bramce TKS Strzelec Toruń w towarzyskim dwumeczu z VfB Königsberg - pierwszym (i drugim) międzynarodowym meczu hokejowym w Toruniu. Oba mecze Strzelec wygrał (2-0 i 2-1), a Stogowski zaledwie tydzień wcześniej wrócił z Davos z mistrzostw świata.

#### Reprezentacja
W hokejowej reprezentacji Polski jako bramkarz w latach 1927-1938 rozegrał 70 spotkań (zajmując do wybuchu wojny w 1939 pierwsze miejsce na liście reprezentantów Polski pod względem liczby rozegranych spotkań międzypaństwowych).
Sześciokrotnie uczestniczył w mistrzostwach świata.
Czterokrotny uczestnik mistrzostw Europy, wywalczając dwukrotnie (w latach 1929,1931) tytuł wicemistrza.
Dwukrotnie został wybrany do hokejowej reprezentacji Europy na mecze z Kanadą.

#### Igrzyska Olimpijskie
Na igrzyskach olimpijskich startował z drużyną trzykrotnie, zajmując: w Sankt Moritz 1928 – 8. miejsce, w Lake Placid 1932 – 4. miejsce i w Garmisch-Partenkirchen 1936 – 9. miejsce. Podczas ceremonii otwarcia igrzysk olimpijskich w 1932 roku był chorążym polskiej ekipy.
W 1931 zajął 8. miejsce w plebiscycie Przeglądu Sportowego na najlepszego sportowca Polski.

### Kontuzja
Latem 1939 ciężko zachorował, prawdopodobnie na skutek kontuzji odniesionej podczas meczu hokejowego. Przewieziony został do Warszawy, gdzie na Oddziale Chirurgicznym Szpitala im. Dzieciątka Jezus dokonano skomplikowanej operacji. Po kapitulacji Warszawy wrócił do Torunia, ale stan jego zdrowia stale się pogarszał, umierał w cierpieniach. Zmarł 14 maja 1940 w Toruniu i 17 maja 1940 został pochowany na cmentarzu św. Jerzego w Toruniu. Jego grób nie zachował się do obecnych czasów. W 2023 roku w miejscu prawdopodobnego pochówku został odsłonięty kamień upamiętniający zawodnika.

## Ordery i odznaczenia
- Srebrny Krzyż Virtuti Militari (11 grudnia 1920)
- Srebrny Krzyż Zasługi (19 marca 1931)[14]

## Upamiętnienie
Józef Stogowski jest patronem toruńskiego lodowiska Tor-Tor.